# Đại Viên

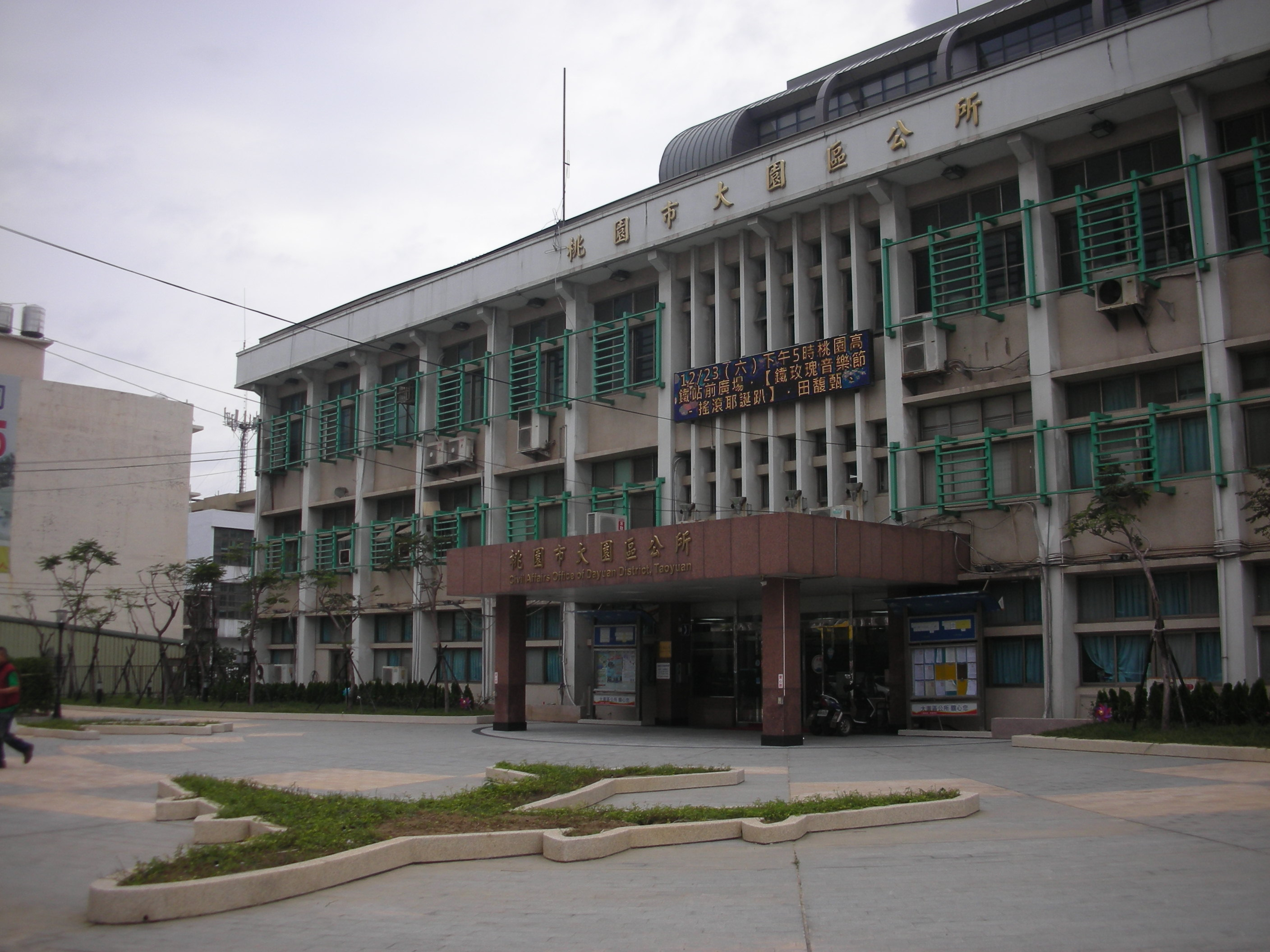
Văn phòng khu Đại Viên

Đại Viên (tiếng Trung: 大園區; bính âm: Dàyuán Qū), trước đây là Đại Viên Hương (tiếng Trung: 大園鄕; bính âm: Dàyuán Xiāng), hiện là một khu của thành phố Đào Viên, Đài Loan.

## Lịch sử
Khu Đại Viên ban đầu có tên là Đại Khâu Viên (tiếng Trung: 大坵園; Bạch thoại tự: Toā-khu-hn̂g). Nó được đổi tên thành làng Ōsono (大園庄) trong suốt thời kỳ thuộc Nhật, và là một phần của quận Tōen, Tân Trúc Châu. Sau khi Nhật trao trả Đài Loan cho Trung Hoa Dân Quốc, nó được gọi là Đại Viên hương. Nó được nâng cấp thành Đại Viên khu vào năm 2014, khi huyện Đào Viên và một phần của thành phố Đào Viên sát nhập thành thành phố trực thuộc trung ương.

## Địa lý
Dân số năm 1986 là 56.995 người. Tính đến tháng 5 năm 2006, tổng dân số đã tăng lên 79.812 người, tỉ lệ tăng trưởng trung bình là 2.03% và được xem là khu có tỉ lệ tăng dân số chậm.
- Diện tích: 87.3925 km²
- Dân số: 85.667 người (tháng 1 năm 2016)

## Giao thông

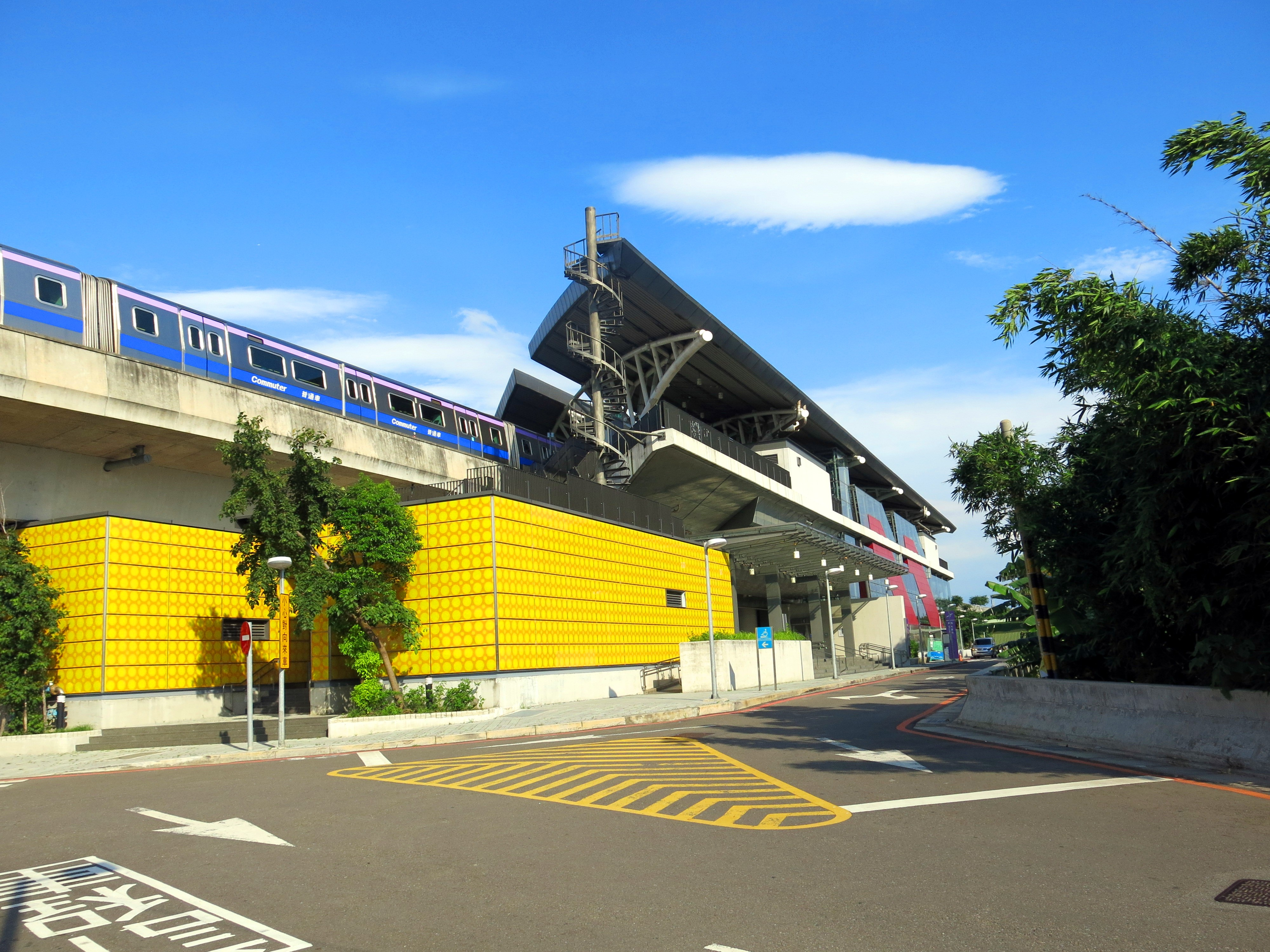
Ga Đại Viên

### Hàng không
Sân bay quốc tế Đào Viên Đài Loan

### Tàu điện ngầm Đào Viên
- Ga nhà ga 1 sân bay
- Ga nhà ga 2 sân bay
- Ga khách sạn sân bay
- Ga Đại Viên
- Ga Hoành Sơn
- Ga Lĩnh Hàng